# Mulhacén
El Mulhacén, amb una altitud de 3.478,6 msnm, és el pic més alt de la península Ibèrica i el segon més alt d'Espanya després del Teide (Tenerife), de 3.718 msnm. És a Sierra Nevada (serralada Penibètica, Granada) i forma part del Parc Nacional de Sierra Nevada.
Al seu cim conflueixen els termes municipals de Güéjar Sierra al nord i Capileira i Trevélez al sud, així com els partits judicials de Granada i Órgiva. El seu nom ve de Muley Hacén, castellanització del nom de Mulay Hasan, antepenúltim rei nassarita de Granada al segle xv, del qual es diu que va ser enterrat en aquesta muntanya per estar més a prop del cel.
Hi ha una pista de terra que transcorre pel vessant sud fins a molt prop del cim, però el pas de vehicles està restringit a partir de l'Hoya del Portillo, a uns 2.150 metres d'altitud. El vessant nord és molt escarpat i s'hi pot practicar escalada.
Encara que la seva alçada no és excepcional, el Mulhacén és el pic més alt de la península Ibèrica, i d'Europa fora del Caucas i dels Alps, ja que les illes Canàries i Groenlàndia, amb pics més alts, pertanyen políticament a estats europeus però geogràficament són part de l'Àfrica i d'Amèrica del Nord, respectivament. El Mulhacén també és el segon cim més prominent d'Europa occidental (continental) després del mont Blanc, i ocupa el 64è lloc en la classificació mundial de prominència.